# Dżabal Razih
Dżabal Razih (egipski arabski ‏جبل رازح‎, Jabal Rāziḩ) – masyw górski położony na Półwyspie Arabskim, w północno-zachodnim Jemenie. 
Najwyższy szczyt masywu mierzy ok. 2366 m n.p.m. (inne źródła podają 2283 m n.p.m. albo 2790 m n.p.m.). Leży on na obszarze muhafazy Sada i oddziela wyżyny od przybrzeżnych równin nad Morzem Czerwonym, w pobliżu granicy Arabii Saudyjskiej. Bardzo słaba dostępność tego obszaru spowodowała, że zamieszkujące go plemiona wyraźnie różnią się od swoich sąsiadów i tworzą plemienny region Rāziḥ.